# Judesugga

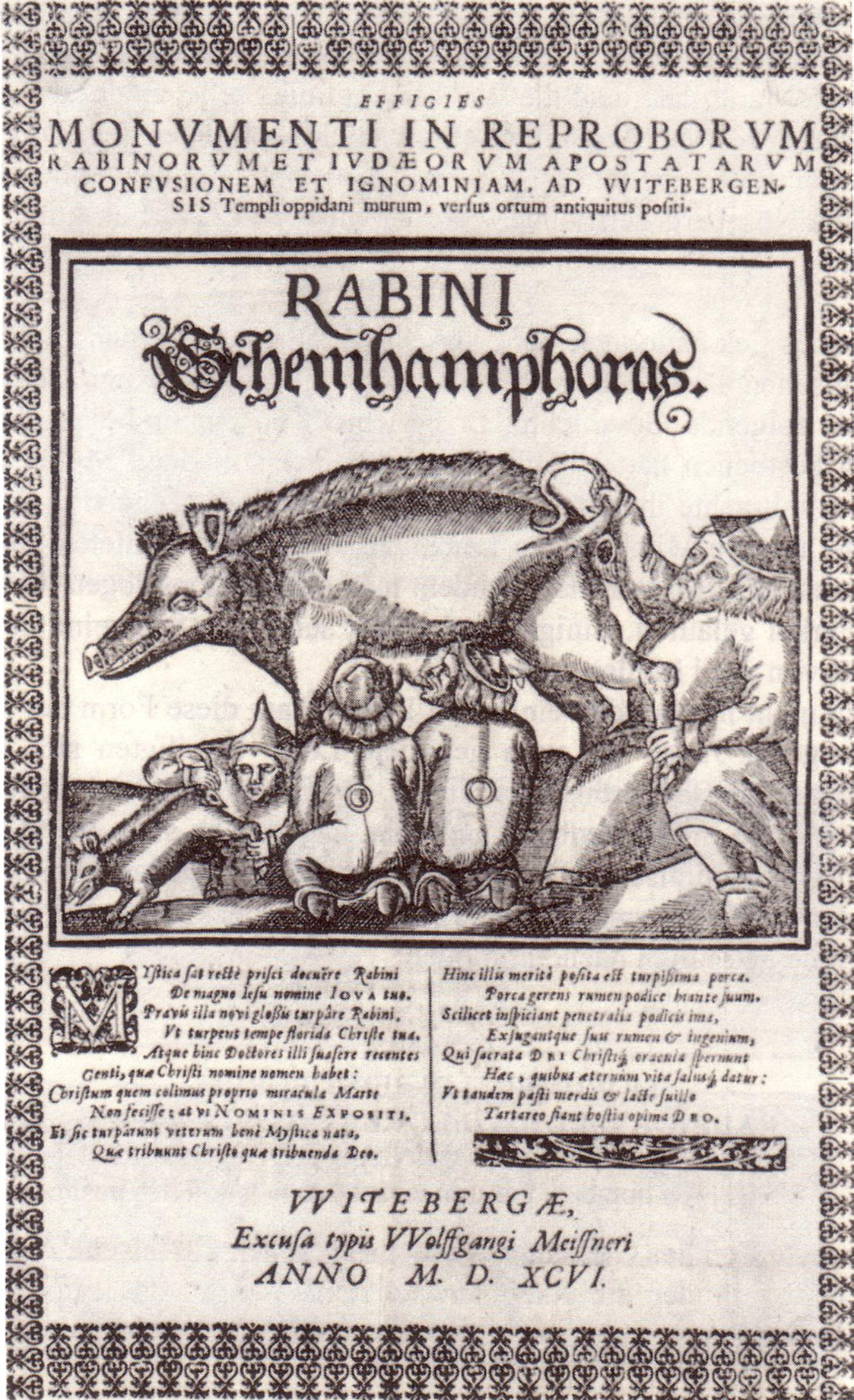
Framställning av judesuggan från Wittenberg, 1596

Judesugga (tyska: Judensau) är från medeltiden ett vanligt motiv i kristen konst och antisemitiska karikatyrer. Svinet är enligt den mosaiska lagen ett orent djur. Redan i Gamla Testamentet har judars motvilja mot svinkött gett anledning till hån, som de sedan alltjämt utsatts för ända in i våra dagar. Mot medeltidens slut tog sig detta hån ett uttryck i bild, som kan benämnas "judesuggan"; mosaiska trosbekännare, karakteriserade av sina spetsiga hattar, suger på en suggas spenar. Innebörden synes klar: att begabba judarna genom att sätta dem i en nära och grotesk förbindelse med det, som för dem betydde höjden av orenhet. Motivet har emellertid erhållit mycket utförliga litterära kommentarer. 
1. Som avbildning av ett straff, som man ansåg borde drabbat judarna. I ett fastlagsspel av Hans Rosenbliit, Ein Spil von dem Herzogen von Burgund, skildras judesuggan utförligt som den högsta tänkbara straffart för judar, som åtföljt den falske Messias eller Antikrist. Skildringen är tydligt inspirerad av existerande bilder eller träsnitt.
2. Som skyddsmedel mot judarna. En senare åsikt menar, att medeltiden anbragte judesuggan över sådana städers portar, där judarna inte fick komma in, på kyrkors exteriörer för att avskräcka judarna från att gå in o.d. Detta utvecklas bl.a. i en skrift tryckt i Wittenberg 1596 (se Brandt, Der Dom zu Magdeburg, 1863, sid. 51).

Ingen av dessa förklaringar är dock antaglig. Motivets uppkomst är alltjämt oklar; möjligen har det i rent yttre måtto sitt ursprung från någon missförstådd Romulus- och Remusbild. Judesuggan förekommer mest i Tyskland, på kyrkor och rådhus som relief från 1200-talet, i träsnitt även på 1400-talet och senare mera sällsynt i antisemitiska skrifter. I Sverige finns en i sin art monumental judesugga på en av konsolerna i Uppsala domkyrkas koromgång, från 1300-talet. Även på en kalkmålning i Husby-Sjutolfts kyrka i Uppland – från slutet av 1400-talet – finns en judesugga och i vapenhuset till Härkeberga kyrka. 

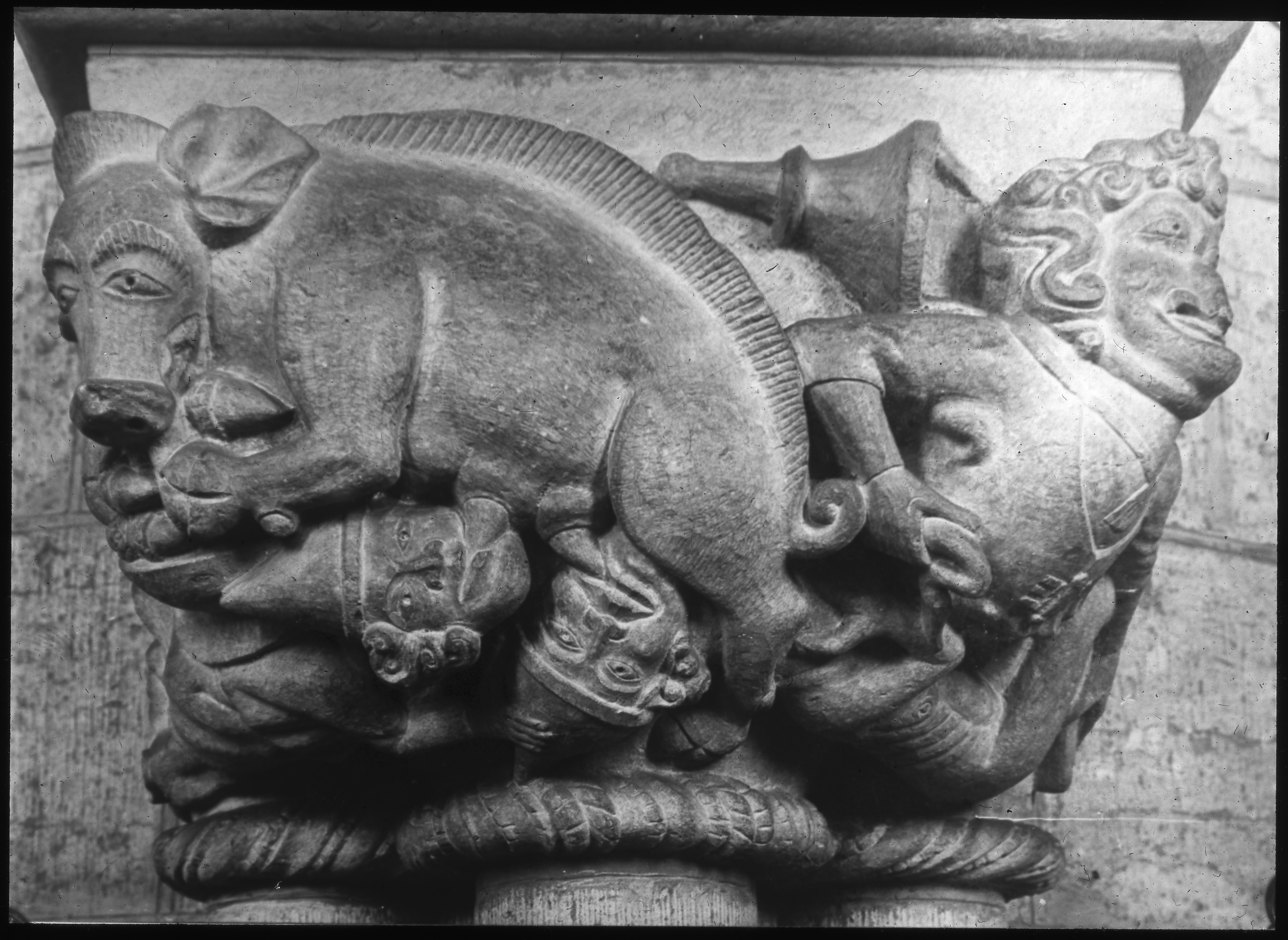
Judesugga, Uppsala domkyrka